# Guerra Gótica (535–554)
Guerra Gótica foi uma série de combates travados entre o Império Romano do Oriente e o Reino Ostrogótico na península Itálica, Dalmácia, Sicília e Sardenha no período entre 535 e 553. Foi resultado da decisão do imperador bizantino Justiniano (r. 527–565) de reverter os eventos do século anterior no ocidente e devolver ao Império Romano a província da Itália que havia sido perdida, primeiro para Odoacro e depois para Teodorico, o Grande.
O estopim da guerra teria sido a prisão e subsequente assassinato da herdeira legítima ao trono Amalasunta e a usurpação do primo desta Teodato (r. 534–536), que embora parente dela foi considerado por Justiniano como ilegítimo. Após 20 anos de guerra, os bizantinos derrotaram os ostrogodos que dominavam a península, porém a campanha acabou enfraquecendo o Império Bizantino que se voltou para o Oriente devido ao recomeçar da guerra contra o Império Sassânida, deixando a península abandonada e pobre. Com a derrota de seu último rei, Teia, os ostrogodos desaparecem da história. Alguns anos depois, outros bárbaros, os lombardos, invadiram a península em 568, foi o fim do controle romano para sempre.

## Contexto histórico
Em 476, Odoacro, o general dos efetivos mercenários bárbaros do exército romano do Ocidente na Itália, depôs o último imperador ocidental, Rómulo Augusto (r. 475–476), assumindo nominalmente o governo da Itália sob a autoridade do imperador oriental Zenão, mas também governando autonomamente; durante o seu reinado, Odoacro defendeu com sucesso a Itália dos Visigodos e Vândalos, recuperando a Sicília. Embora contrário a Zenão, convenceu, contudo, este último a pressionar o rei dos Ostrogodos, Teodorico, o Grande (r. 474–526), que devastava as províncias balcânicas do império, para invadir a Itália e pôr fim ao regime de Odoacro.
Em 489, Teodorico invadiu a Itália com cerca de 100 000–125 000 godos dos quais 25 000 guerreiros e, após uma guerra de cinco anos, conquistou por completo a península, derrubando Odoacro. O Reino Ostrogótico na península era caracterizado pelos vários resultados positivos, como o restabelecimento parcial da antiga prosperidade local e da conquista de vários territórios do ex-império romano do Ocidente, como a Gália Narbonense, Nórica e Panónia. O sistema administrativo romano tardio não foi abolido: os cargos civis (como os governadores civis das províncias, os vigários das dioceses e o prefeito pretoriano) continuaram a ser ocupados por cidadãos romanos, embora algumas funções administrativas também fossem atribuídas aos comandantes das guarnições góticas nas cidades, os chamados comites civitatorum. Teodorico, apesar da sua fé ariana, tal como o seu povo, demonstrou-se tolerante com os seus súbditos católicos e romanos.
Após a morte de Teodorico (526), o poder foi herdado pelo seu sobrinho Atalarico sob a regência da mãe, Amalasunta; Atalarico mostrou-se também ele um entendido ainda em tenra idade, e Amalasunta foi forçada a partilhar o trono com Teodato (534).Ravegnani 2004, p. 11 Nesse ínterim (527), tinha subido ao trono do Império Romano do Oriente um novo e ambicioso imperador, Justiniano I (r. 527–565), que tencionava reconquistar os territórios pertencentes ao antigo Império Romano do Ocidente. Firmada a Paz Eterna com o Império Sassânida, Justiniano decidiu reconquistar o norte da África, que acabara nas mãos dos Vândalos: a expedição, chefiada pelo general Belisário, foi concluída com êxito e ele anexaria a África vândala.
Enquanto isso, Justiniano manteve relações amistosas com Amalasunta, com quem parece ter iniciado negociações sobre a cessão da península ao império. As tendências pró-bizantinas de Amalasunta foram, contudo, alvo de contestações por parte da aristocracia gótica, e em 535, Teodato, depois de concordar com a franja antibizantina dos Godos, organizou um golpe de Estado com o qual derrubou Amalasunta e a exilou numa ilha do lago Bolsena; que mais tarde viria a ser estrangulada por ordem de Teodato nesse mesmo ano. Justiniano, aliado de Amalasunta, aproveitar-se-ia do pretexto para declarar guerra aos godos.

### Império Romano do Oriente
A força que invadiu o reino ostrogótico em 535 era constituída por apenas 10 000 homens (4 000 comitatenses e federados, 3 000 isáurios, 200 búlgaros, 300 mauros e bucelários ao serviço de Belisário). Durante o cerco de Roma, entre 537 e 538, novos reforços chegaram a Itália, aumentando o número de soldados disponíveis de Belisário para cerca de 24 000 homens, que terá diminuído com a deserção dos 2 000 hérulos que se recusaram a servir os bizantinos depois da recolha em Constantinopla o seu líder Narses.
Na segunda fase do conflito, desde a chegada de Belisário, o número de soldados bizantinos na Itália tornou-se cada vez mais fraco devido às perdas sofridas às mãos do rei godo Tótila e pelas deserções em massa. Por outro lado, o exército godo tinha-se tornado bastante numeroso, com um significativo aumento de tão somente 1 000 soldados, em 540, para 15 000, em 552. Em 552, Justiniano, constatando que a situação na Itália estava muito crítica, destituiu Belisário e transferiu o comando para Narses, confiando-lhe um exército de cerca de 20 000-30 000 homens, com o qual o general pôde derrotar o primeiro exército de Tótila (uma força de 15 000 godos contra os 25 000 soldados bizantinos) na batalha de Tagina, na qual o rei ostrogodo foi morto. Em outubro de 553, Teia, o novo rei ostrogodo, caiu numa emboscada de Narses naquela que ficou conhecida a batalha do Vesúvio, pondo fim ao reinado dos godos.
No atinente à tática adotada sob o comando de Belisário, os bizantinos evitaram ao máximo o confronto com o inimigo em campo aberto, ao fazer uso essencialmente de guerrilhas; também cercavam e conquistavam sistematicamente todas as cidades fortificadas que encontravam no seu caminho, evitando assim o risco de deixar para trás exércitos inimigos armados. A conquista das cidades costeiras (como Ancona e Hidrunto) foi essencial para garantir o aprovisionamento (através de frotas) do exército imperial, enquanto que as regiões do centro poderiam ser utilizadas para desgastar o exercito inimigo sitiado por pequenas investidas fora das muralhas.
Entretanto, a estratégia do general Narses (utilizada entre 552 e 553) era diferente, e privilegiava as grandes batalhas campais de guerrilha e sítio dos centros fortificados. Chegado a Itália, em 552, Narses provocou de imediato um conflito com Tótila em campo aberto sem sequer ter antes sitiado qualquer cidade; mais tarde, depois de ter capturado Roma, envolveu-se numa outra grande batalha campal com Teia, derrotando o exército godo. Só depois de aniquilar o exército dos Godos nestas duas batalhas campais, Narses procedeu ao assédio das cidades que se encontravam ainda em mãos inimigas por negarem rendição.

### Reino Ostrogótico
Em 537, o reino ostrogótico contava provavelmente com 30 000 soldados, uma estimativa dos estudiosos modernos que consideraram o número de 150 000 soldados dado por Procópio inacreditável e exagerado.  Devido às derrotas sofridas, o número foi reduzido para cerca de 1 000 soldados em 540.  A ascensão de Tótila e a discórdia entre os generais imperiais após a saída de Belisário fizeram renascer o exército gótico, que já contava com 5 000 soldados em 542.  Devido à política de libertação dos servos (que então estavam alistados no exército gótico) implementada por Tótila e à recepção de desertores imperiais, o exército ostrogodo aumentou consideravelmente, atingindo 15 000 soldados em 552.  As derrotas infligidas por Narses em 552 levaram à rápida desintegração do exército godo. O número real dos exércitos franco-alemânicos que invadiram a Península em 553-554, correndo em auxílio dos últimos focos de resistência ostrogoda, é desconhecido: Agátias reporta o número pouco fiável de 75 000 guerreiros, demasiado alto para ser considerado credível.
O exército godo era composto principalmente por cavaleiros, embora existissem alguns regimentos de infantaria. A sua cavalaria era blindada e utilizava espadas e lanças em batalha.  O exército godo era relativamente inferior ao bizantino, sobretudo em termos de frota e de tácticas de cerco. Na primeira fase do conflito, os Godos demonstraram repetidamente que não dominavam totalmente as máquinas e as tácticas de cerco, erros que resultavam frequentemente em fracassos e perdas significativas. Apesar da superioridade numérica inicial dos Godos sobre os Bizantinos, o uso inteligente de centros fortificados por estes últimos, bem como a sua capacidade de disparar flechas a cavalo, permitiu-lhes desgastar as forças sitiantes góticas, que sofreram perdas significativas em ataques e pequenos confrontos fora das muralhas. Quanto à frota, a ostrogótica era muito inferior à imperial e, na primeira fase do conflito, não conseguiu impedir que esta abastecesse os soldados e as cidades sitiadas. Totila, ao subir ao trono em 541, compreendeu os erros táticos dos seus antecessores e tentou não os repetir, evitando ao máximo os ataques às muralhas e obrigando as cidades a renderem-se por fome. Além disso, uma vez conquistada uma cidade, demoliu as suas muralhas, para evitar ter de a cercar novamente caso os Bizantinos a voltassem a tomar e para forçar o inimigo a uma batalha campal; Além disso, apercebendo-se da importância da frota (que os seus antecessores tinham negligenciado), fortaleceu-a ao ponto de se tornar uma séria ameaça para a frota imperial. A frota ostrogótica foi instrumental nos cercos de Nápoles e Roma e na conquista temporária ostrogótica da Sicília, Sardenha e Córsega, e começou mesmo a realizar ataques piratas na Ilíria e na Dalmácia, embora ainda se tenha mostrado inferior à imperial numa batalha naval na Senigália, onde sofreu pesadas perdas. 

## Fases da guerra

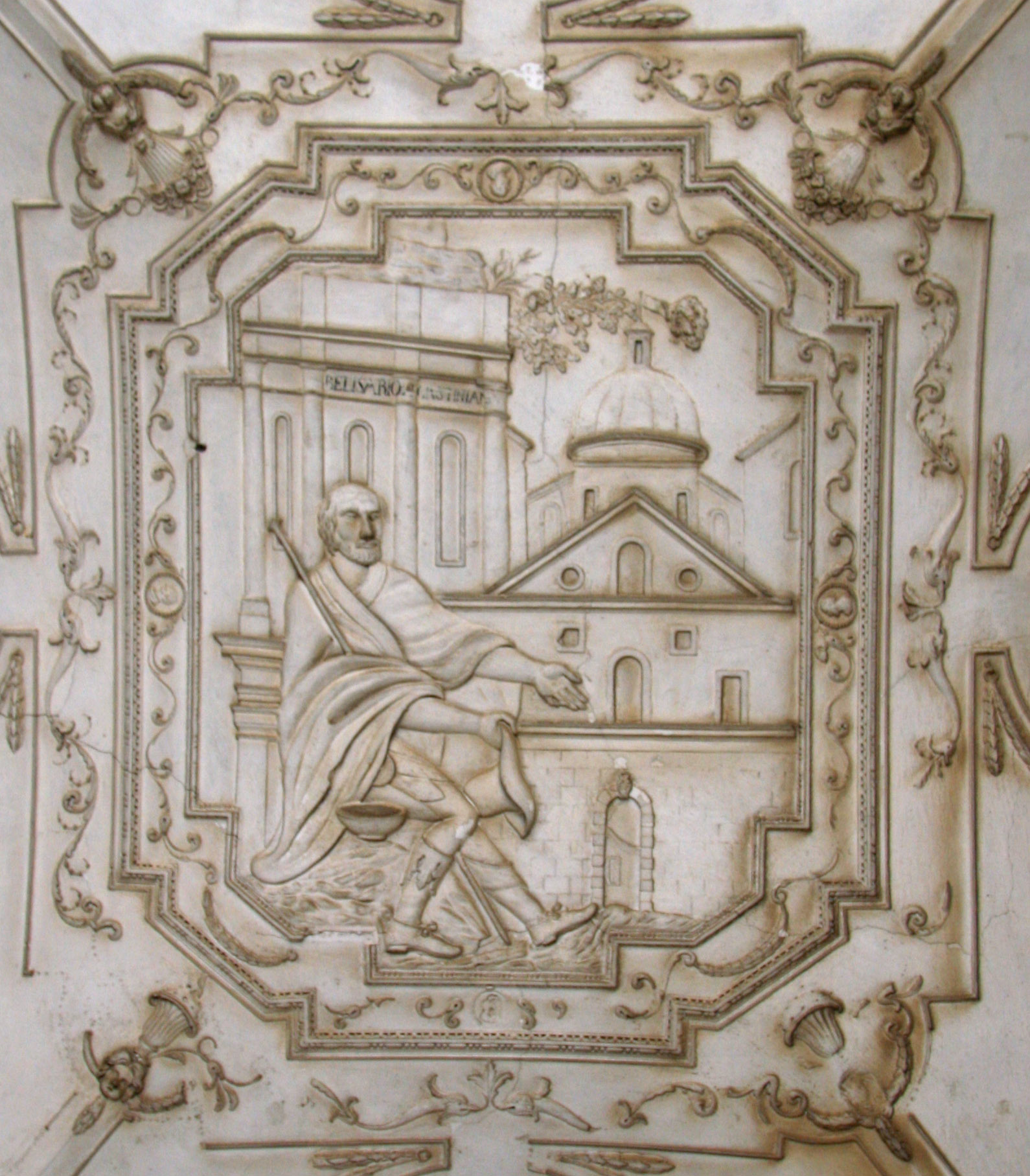
Representação de Belisário no Palácio Beneventano del Bosco, em Siracusa

### Conquista da Sicília e da Dalmácia (535-536)
Tomando como casus belli o assassinato de Amalasunta (de acordo com um esquema já testado contra os Vândalos de Gelimer em África), em 535 Justiniano encarregou o general Belisário (cônsul nesse ano) de dirigir as operações contra os Godos. Mais uma vez, Belisário recebeu plenos poderes, como também é confirmado pelo facto de Procópio lhe ter chamado strategos autokrator (que poderia ser traduzido por "generalíssimo"). Belisário navegou para Itália à frente de 7 200 cavalos e 3 000 soldados de infantaria.  Belisário recebeu ordens de Justiniano para fingir que a sua frota se dirigia realmente para Cartago, mas, assim que chegasse às proximidades da Sicília, deveria simular um desembarque técnico na ilha; Uma vez desembarcado, deveria tentar conquistar a ilha e, em caso de fracasso, reembarcar para Cartago.
O general bizantino conquistou rapidamente toda a Sicília. Em particular, a conquista de Palermo foi conseguida graças a um truque: os barcos foram içados com cordas e roldanas até ao cimo dos mastros dos navios e estavam apinhados de arqueiros, que a partir daquela posição dominante observavam as muralhas da cidade.  Tendo entrado em Siracusa, Belisário, para celebrar o seu último dia como cônsul, distribuiu medalhas de ouro à plebe que o acolheu como um libertador.  Belisário passou o Inverno em Siracusa, no palácio dos antigos tiranos da cidade.
Também em 535, a Dalmácia foi invadida e conquistada por um exército imperial sob o comando do general Mundo, mas os Godos contra-atacaram e, numa escaramuça perto da capital Salona, prevaleceram, matando o general bizantino Maurício, filho de Mundo. Entristecido pela perda do filho, Mundo procurou vingança numa batalha, na qual estava a vencer, ao ponto de derrotar os inimigos, mas, enquanto os perseguia, cego de raiva, foi morto por um dos fugitivos. Assim, a perseguição terminou e ambos os exércitos recuaram.
Entretanto, o rei dos Godos, Teodato, pouco inclinado para a guerra, enviou o Papa Agapito I a Constantinopla para negociar a paz, mas a missão diplomática do pontífice (que morreu na capital bizantina na primavera de 536) foi bem-sucedida apenas do ponto de vista religioso (convencendo Justiniano a abandonar a política de compromisso com os hereges monofisistas). Num primeiro momento, durante as negociações com os embaixadores bizantinos que lhe foram enviados para negociar a paz, o governante ostrogodo mostrou-se mesmo disposto a ceder toda a Itália aos bizantinos em troca de uma pensão de 1 200 libras de ouro. No entanto, a notícia do sucesso provisório da contra-ofensiva ostrogótica na Dalmácia induziu-o a reavaliar esta escolha, interrompendo as negociações de paz. A guerra, consequentemente, continuou. 
Após a morte de Mundo, Justiniano enviou o comes sacri stabuli Constanciano com um exército para retomar o controlo de Salona e da Dalmácia: o novo general obteve sucesso na sua intenção, subjugando também a Liburnia (inverno de 535/536).